# Шкуліпа Анатолій Григорович
Шкуліпа Анатолій Григорович – український письменник, поет, журналіст. Член Національної спілки письменників України.

## Біографія
Анатолій Григорович Шкуліпа народився 02 вересня 1950 року у  с. Калюжинці Срібнянського району Чернігівської області. 
По закінченню восьми класів Охіньківської середньої школи навчався у Козелецькому зооветеринарному технікумі.
Після служби у Збройних силах СРСР, у 1972 році, А. Шкуліпа вступив до Ніжинського педагогічного інституту імені М. Гоголя.
Під час навчання брав участь у діяльності інститутської літературної студії під керівництвом доцента кафедри української літератури Павла Сердюка.
По закінченню інституту, з 1976 року працював у редакціях газет на різних посадах; з 2009 по 2012 рік був редактором «Ніжинського вісника». 
Протягом 2012 – 2019 років працював у Ніжинському коледжі культури і мистецтв імені Марії Заньковецької. 

## Літературна діяльність
Перша поетична збірка «Звернення до радості» була опублікована у 1983 році видавництвом «Радянський письменник». 
У 1990 році у видавництві «Український письменник» вийшла друга збірка А. Шкуліпи «Право на взаємність». 
В подальшому були надруковані: 
- «Зірки над хрестами» (поетична збірка), 1993;

- «Навскрізь» (вибрані твори), 1993;

- «Релігія кохання» (лірична збірка), 2002;

- «Будемо живі» (роман), 2004;

- «І знов являється княжна» (поема-легенда), 2005;

- «Берест» (роман), 2012;

- «Озноб» (вірші, поеми), 2019;

- «Навпроти» (поетична збірка), 2021;

- «Навстіж – як небеса» (збірка поезій), 2023[5][6].

Основними темами творів А. Шкуліпи є Україна, її історія та сучасність, людина в Україні; кохання. Окреме місце у його творчості займають вірші-присвяти (у т.ч. Юрію Лісянському, Ігореві Качуровському, Михайлові Жовтобрюху, Павлу Тичині, Василю Стусу), що стали об’єктом дослідження української літературознавиці Валентини Біляцької.

## Нагороди
- Чернігівська обласна премія імені Михайла Коцюбинського, 2005[8];

- Чернігівська обласна премія імені Леоніда Глібова, 2020[9];

- Номінований до нагороди національною премією України імені Тараса Шевченка - 2025 за книгу поезій «Навстіж – як небеса»[10].